# جزيرة بيل (نيوفاوندلاند ولابرادور)
جزيرة بيل هي جزيرة تابعة لمقاطعة نيوفاوندلاند ولابرادور الواقعة في أقصى شرق كندا. تبلغ مساحة الجزيرة 34 كيلومترًا مربعًا (13 ميلًا مربعًا)، وتُعدّ أكبر جزيرة في خليج كونسيبشن، وهو خليج كبير يقع جنوب شرق جزيرة نيوفاوندلاند. تقع مدينة سانت جونز، عاصمة مقاطعة نيوفاوندلاند ولابرادور على بُعد أقل من 20 كيلومترًا (12 ميلًا) شرق جزيرة بيل.
يتكون ساحل جزيرة بيل بالكامل تقريبًا من منحدرات شاهقة يصل ارتفاعها إلى 45 مترًا (148 قدمًا) فوق الأمواج، كما يضم العديد من التكوينات الصخرية المميزة. تضم الجزيرة أربع مستوطنات يزيد عدد سكانها الإجمالي عن 2000 نسمة يعيش الغالبية العظمى منهم في مستوطنة وابانا الرئيسية، والتي يمكن الوصول إليها باستخدام المراكب العبّارة من جزيرة نيوفاوندلاند إلى خليج البرتغال. وإلى الجنوب من مستوطنة وابانا الرئيسية تقع قرى لانس كوف، وبيكفوردفيل، وفريشووتر.
شهدت جزيرة بيل خلال الفترة من عام ١٨٩٥ إلى عام ١٩٦٦ أنشطة تعدين واسعة النطاق لاستخراج خام الحديد. ونتيجةً لذلك، اكتسبت هذه الجزيرة الصغيرة نسبيًا أهمية اقتصادية دولية كبيرة، ونمت بسرعة لتصبح واحدة من أهم مناطق استخراج خام الحديد في العالم. بالإضافة إلى ذلك، كان الخام المستخرج من مناجم جزيرة بيل بالغ الأهمية للصناعات الحربية الخاصة بالحلفاء خلال الحرب العالمية الثانية، مما أدى إلى تعرض الجزيرة لهجمات ألمانيا النازية مرتين. بلغ عدد سكان جزيرة بيل في ذروة نشاطها أكثر من ١٢٠٠٠ نسمة، ولكن منذ انتهاء التعدين، انخفض عدد سكان الجزيرة بشكل كبير، كما شهد الاقتصاد فيها ركودًا حادًا. ونظرًا لقلة الوظائف المتبقية، يتنقل غالبية السكان يوميًا عبر العبّارات إلى منطقة سانت جونز الحضرية. في السنوات الأخيرة، أصبح الاقتصاد المحلي في جزيرة بيل قائمًا على السياحة بشكل كبير، فأصبحت الجزيرة مقصدًا للسياح الباحثين عن الجمال الطبيعي بالإضافة إلى معرفة تاريخ التعدين ورؤية حطام السفن على شواطئ الجزيرة.

## التاريخ
عُرفت جزيرة بيل في الأصل باسم جزيرة بيل الكبرى، ثُم اختصر الاسم إلى جزيرة بيل في أواخر القرن الثامن عشر، وأصبح هذا الاسم يستخدم بصورة رسمية منذ عام 1896، على الرغم من أن الاسم القديم ظلّ شائعًا طيلة المائة عام التالية. وقد اتخذت الجزيرة اسمها من صخرة بحرية مخروطية الشكل مميزة تقع بالقرب من الرأس الغربي للجزيرة، وتُعرف باسم «صخرة بيل»، والتي تعني في الإنجليزية «الجرس»، نظرًا لتشابه شكل هذه الصخرة مع الجرس التقليدي البارز رأسًا على عقب من الماء.